# Dipartimento di Ouellé
Il dipartimento di Ouellé è un dipartimento della Costa d'Avorio situato nella regione di Iffou. È creato in 2020.
Il dipartimento è suddiviso nelle sottoprefetture di Akpassanou, Ananda e Ouellé.